# Pegoscapus argentinensis
Pegoscapus argentinensis is een vliesvleugelig insect uit de familie vijgenwespen (Agaonidae). De wetenschappelijke naam is voor het eerst geldig gepubliceerd in 1944 door Blanchard.